# جاكوب مادوكس
جاكوب مادوكس (بالإنجليزية: Jacob Maddox)‏ هو لاعب كرة قدم بريطاني في مركز الوسط، ولد في 3 نوفمبر 1998 في برستل في المملكة المتحدة. لعب مع تشيلسي.